# Gamby
Gamby er en by på Fyn med 200 indbyggere i byområdet (2014), beliggende 4 km vest for Veflinge, 23 km vest for Odense og 10 km syd for Bogense. Byen hører til Nordfyns Kommune og ligger i Region Syddanmark.
Gamby hører til Hårslev Sogn. Hårslev Kirke ligger i Hårslev 2 km nord for Gamby.

## Historie
Gamby havde under landsbyfællesskabet 16 gårde, 2 huse med jord og 1 hus uden jord. Samlet var der 475,2 tdr. land dyrket jord, som var skyldsat til 82,63 tdr. hartkorn. Gamby blev udskiftet i 1790.

### Jernbanen
Gamby havde station på Nordvestfyenske Jernbane (1911-66). Stationen blev lagt ved et vejkryds 1 km nordøst for landsbyen Gamby, men andelsmejeriet blev i 1914 placeret ved stationen og fik herfra et sidespor, der i 1924 blev forlænget til købmandens pakhus. Der blev opført hotel ved stationen. Over for stationen opførte Gamby og Omegns Frugtsamlecentral i 1950 en lagerbygning, som blev betydeligt udvidet i 1954.
Indtil omkring 1950 udviklede Gamby sig til en typisk mindre stationsby, som også havde fået husflidsskole med sognebibliotek, kommunekontor, alderdomshjem, politistation, andelskølehus, elektricitetsværk og værktøjsfabrik. Bebyggelsen Gamby Station blev efterhånden større end det oprindelige Gamby, men de to bebyggelser betragtes nu som sammenvoksede.
Stationsbygningen er bevaret på Farsbøllevej 4. Bogense-Aarup-landevejens bro over banen fra 1934 findes stadig lidt nord for byen, og under broen kan man se lidt af banens tracé.